# Violent Femmes
Violent Femmes é uma banda norte-americana de rock alternativo do pós-punk, formada em Milwaukee, em 1982, por Gordon Gano (vocais e guitarra), Brian Ritchie (baixo) e Victor DeLorenzo (bateria e percussão). Em 1994, Guy Hoffman substitui DeLorenzo. O seu estilo musical inclui influências tão diferentes como folk, country e punk.
O primeiro da banda, Violent Femmes, lançado em 1982, embora com pouco sucesso na época do seu lançamento, atingiu o disco de platina dez anos depois, com músicas como  Add It Up, Blister in the Sun, Gone Daddy Gone, Kiss Off, e Please Do Not Go.

## Discografia

### Álbuns originais
- Violent Femmes, (1982)
- Hallowed Ground, (1984)
- The Blind Leading the Naked, (1986)
- 3, (1989)
- Why Do Birds Sing?, (1991)
- New Times, (1994)
- Rock!!!!!, (1998)
- Freak Magnet, (2000)
- We Can Do Anything (2016)

### Álbuns ao vivo
- Viva Wisconsin, (1999)
- BBC Live, (2005)
- Archive Series No. 1: Live in Iceland, (2006)
- Archive Series No. 2: Live in Chicago Q101, (2006)

### Compilações
- Debacle: The First Decade, (1990)
- Add It Up (1981-1993), (1993)
- Something's Wrong, (2001)
- Permanent Record: The Very Best of Violent Femmes, (2005)